# Mia Wagner
Mia Therese Wagner, född 25 december 1977 i Viborg, Danmark är en dansk företagare och politiker. Hon var digitaliserings- och jämställdhetsminister en kort period på 14 dagar 2023.
Hon är utbildad jurist från Köpenhamns universitet i 2003 och blev därefter advokat och senare partner hos sin far på Wagner Advokater. Mellan 2017 och 2020 var hon VD för Freeway Holding. Koncernen ägs av Mias far Morten L. Wagner och bror Morten Wagner. Den sistnämnde grundade 1998 online-datingsidan dating.dk, som fortfarande är en del av Freeway-koncernen. Hon grundade tillsammans med Anne Stampe investeringsplatformen Nordic Female Founders 2020. Den syftar till att skapa bättre förutsättningar för kvinnliga entreprenörer och investerare. Hon är dock inte längre ägare och har avslutat samarbetet med Anne Stampe.
Wagner blev känd då hon 2019 medverkade som investerare i tv-serien Løvens Hule (danska versionen av Draknästet) på DR1. Under 2023 medverkade hon även i DR1's dramadokumentär Matadorerne. Hon tilldelades priset Investor of the Year, Nordic Women in Tech Awards, 2023. Hon bor i Vedbæk norr om Köpenhamn och har två döttrar från ett tidigare äktenskap.

## Bakgrund

### Uppväxt och utbildning
Wagner växte upp i Viborg som dotter till advokaten Morten Wagner och Charlotte Wagner. Hennes far har varit en profilerad försvarsadvokat och bland annat i fallen vid morden på Karl Skomager, Lars Anborg-Nielsen och Pedal-Ove. Hon har tre syskon, bland annat entreprenörer och politikern Morten Wagner, som var folketingskandidat för Konservative 2001, dock utan att bli vald.
Wagner gick på Overlund skole i Viborg. Därefter tog hon en 2-årig HF på Viborg amtsgymnasium. Mia Wagner drömde som barn och ungdom om att bliv rättsmedicinare och började läsa medicin vid Odense universitet som 18-årig, men bytte spår och utbildade sig till jurist vid Köpenhamns universitet. Hon har dessutom en examen i konflikthantering.

### Arbetskarriär
Mia Wagner började som advokatfuldmægtig i sin fars advokatfirma Wagner Advokater 2003, och hon blev 2008 partner och direktör i företaget. Advokatfirman lades ner 2017 och Mia Wagner blev istället direktör för Freeway-koncernen, som Wagner-familien samtidig tog fullt ägarskap över.
Hon har haft flera styrelseposter. Tillsammans med Anne Stampe Olesen startade hon 2020 Nordic Female Founders.
Hon medverkade 2018-2022 som investerare i tv-programmet Løvens Hule, som sändes på DR1. Hon var under den första säsongen, som sändes vintern och våren 2019, enda kvinnliga investerare i programmet. Övriga investerare var Christian Stadil, Jesper Buch, Peter Warnøe och Jan Dal Lehrmann.

### Politisk karriär
Hon blev digitaliserings- och jämställdhetsminister den 23 november 2023. Hon lämnade posten efter bara två veckor 7 december 2023 av hälsoskäl.